# Мендельсон, Фанни
Фанни Гензель (нем. Fanny Hensel, урожд. Мендельсон (Mendelssohn); 14 ноября 1805, после крещения также Бартольди (Bartholdy). Гамбург — 14 мая 1847, Берлин) — немецкая певица, пианистка и композитор. Сестра Феликса Мендельсона Бартольди, дедом их обоих был известный еврейско-немецкий философ-просветитель Моисей Мендельсон.

## Биография

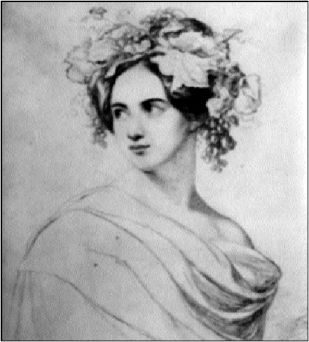
Фанни Мендельсон

Мендельсон родилась в Гамбурге в 1805 году. Была самой старшей из четырёх детей, включая композитора Феликса Мендельсона. Её родителями были Авраам Мендельсон, сын философа Моисея Мендельсона, и Ли, внучка предпринимателя Даниэля Ицига, урождённая Саломон. Её дядя был банкир Йозеф Мендельсон.
Свои первые уроки игры на фортепиано она получила от своей матери. Она недолго училась у пианистки Мари Биго в Париже и у Людвига Бергера. В 1820 году Фанни вместе со своим братом Феликсом присоединились к Певческой академии в Берлине, которую возглавлял Карл Фридрих Цельтер.

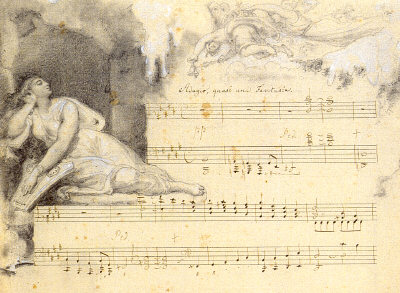
Фанни Мендельсон, «Январь» из цикла «Год», автограф с иллюстрацией Вильгельма Гензеля

Её голосом восхищался Гёте, посвятивший ей стихотворение (1827). В 1829 году вышла замуж за берлинского художника Вильгельма Гензеля, брата поэтессы Луизы Марии Гензель и вскоре родила ему сына. Её внуками являются философ Пауль Гензель и математик Курт Гензель.
В 1839—1840 годах путешествовала с семьёй по Италии. Выступала с воскресными концертами, в том числе исполняла Баха, Моцарта, Бетховена, а также сочинения брата. Во время одного из таких выступлений скончалась от апоплексического удара. Брат, впавший после её смерти в глубокую депрессию, умер через несколько месяцев.

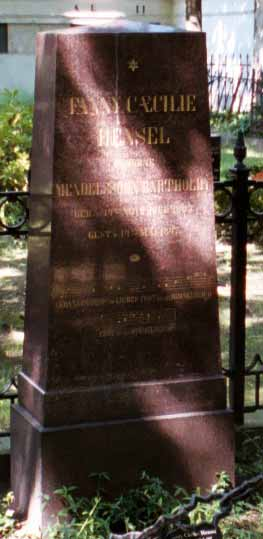
Надгробие Фанни Мендельсон, Берлин

## Творчество
Автор «Пасхальной сонаты» (1828), изначально приписывавшейся Феликсу Мендельсону, трех органных прелюдий (1829), драматической пьесы для сопрано и оркестра «Геро и Леандр» (1832), фортепианного и струнного квартетов, нескольких кантат, вокальных сочинений на стихи Гёте, Гейне, Ленау, Ламартина и других поэтов-романтиков, лирических пьес для фортепиано, среди которых наиболее известен цикл из 12 миниатюр «Год» (1841). Наряду с Кларой Шуман и Луизой Фарранк, Фанни Мендельсон — наиболее известная среди женщин-композиторов XIX в. Изданы её письма и дневники, ей посвящено несколько романов-биографий.